# Gorgyra
Gorgyra is een Afrotropisch geslacht van vlinders van de familie van de dikkopjes (Hesperiidae), uit de onderfamilie van de Hesperiinae. De wetenschappelijke naam van dit geslacht is voor het eerst voorgesteld door William Jacob Holland in een publicatie uit 1896.

## Soorten
- G. aburae (PLötz, 1879)
- G. afikpo Druce, 1909
- G. aretina (Hewitson, 1878)
- G. bibulus Riley, 1929
- G. bina Evans, 1937
- G. bule Miller, 1964
- G. diva Evans, 1937
- G. diversata Holland, 1896
- G. heterochrus (Mabille, 1890)
- G. johnstoni (Butler, 1893)
- G. kalinzu Evans, 1949
- G. kasungo Larsen & Collins, 2014
- G. minima Holland, 1896
- G. mocquerisyii Holland, 1896
- G. pali Evans, 1937
- G. rubescens Holland, 1896
- G. sara Evans, 1937
- G. sola Evans, 1937
- G. stewarti Larsen, 2010
- G. subfacatus (Mabille, 1889)
- G. subflavidus Holland, 1896
- G. vosseleri Grünberg, 1907
- G. warreni Collins & Larsen, 2008
- G. ziama Belcastro & Sáfián, 2020